# Долења вас при Полховем Градцу
Долења вас при Полховем Градцу (словен. Dolenja vas pri Polhovem Gradcu) је насељено место у општини Доброва-Полхов Градец, Средњесловенска регија, Словенија.

## Историја
До територијалне реорганизације у Словенији била је у саставу града Љубљане, односно старе општине Вич–Рудник.

## Становништво
У попису становништва из 2011. године, Долења вас при Полховем Градцу имала је 246 становника.
| Број становника према пописима | Број становника према пописима | Број становника према пописима |
| ------------------------------ | ------------------------------ | ------------------------------ |
| 1991                           | 2002                           | 2011                           |
| 171                            | 223                            | 246                            |

Напомена: До 1955. исказивано под именом Долења вас.